# 11. návštěvní expedice (ISS)
11. návštěvní expedice (zkráceně EP-11; rusky Одиннадцатая экспедиция посещения, ЭП-11) na Mezinárodní vesmírnou stanici (ISS) byla krátkodobá výprava Američanky íránského původu Anúše Ansáríové na stanici. Po týdenním pobytu na ISS a splnění plánovaného programu se Ansáríová vrátila na Zem.

## Posádka

### Hlavní
- Anúše Ansáríová (1), účastník kosmického letu, soukromník

V závorkách je uveden dosavadní počet letů do vesmíru včetně této mise.

### Záložní
- náhradník nebyl určen

## Průběh výpravy

### Přípravy
Mezinárodní vesmírná stanice (ISS) byla od začátku listopadu 2000 trvale osídlena lidmi. Základní posádky stanice byly do havárie Columbie střídány raketoplány, jako záchranné čluny jim sloužily lodě Sojuz. Po přerušení letů raketoplánů v důsledku havárie byla velikost základních posádek stanice snížena na dva kosmonauty, jejichž dopravu zajišťovaly Sojuzy. Třetí místo v lodích obsazovali členové návštěvních posádek, po týdnu se vracející na Zem starým Sojuzem.
O místo v Sojuzu TMA-9 startujícím v září 2006 projevil zájem Daisuke Enomoto, bývalý ředitel japonské internetové providerové firmy Livedoor. Po zdravotních prohlídkách na jaře 2005 lékaři Enomotovi doporučili zkorigování oční vady, což splnil a v říjnu téhož roku strávil několik týdnů na stáži ve Středisku přípravy kosmonautů (CPK) ve Hvězdném městečku, začátkem roku 2006 úspěšně prošel lékařskou komisí a v březnu zahájil přípravu k letu. V červnu byl potvrzen za člena Expedice 11, ale 8. srpna 2006 ho Hlavní lékařská komise vyřadila z přípravy (důvodem byly jeho problémy s ledvinovými kameny). Enomoto protestoval a tvrdil, že skutečnou příčinou bylo jeho odmítnutí zaplatit společnosti Space Adventures značnou částku nad rámec smlouvy.
Roli náhradníka Enomota měla Američanka íránského původu Anúše Ansáríová. V únoru 2006 úspěšně prošla lékařskými prohlídkami a od počátku dubna zahájila výcvik, s předpokladem eventuálního letu na jaře 2007. Po vyřazení Enomota zaujala jeho místo.

### Let

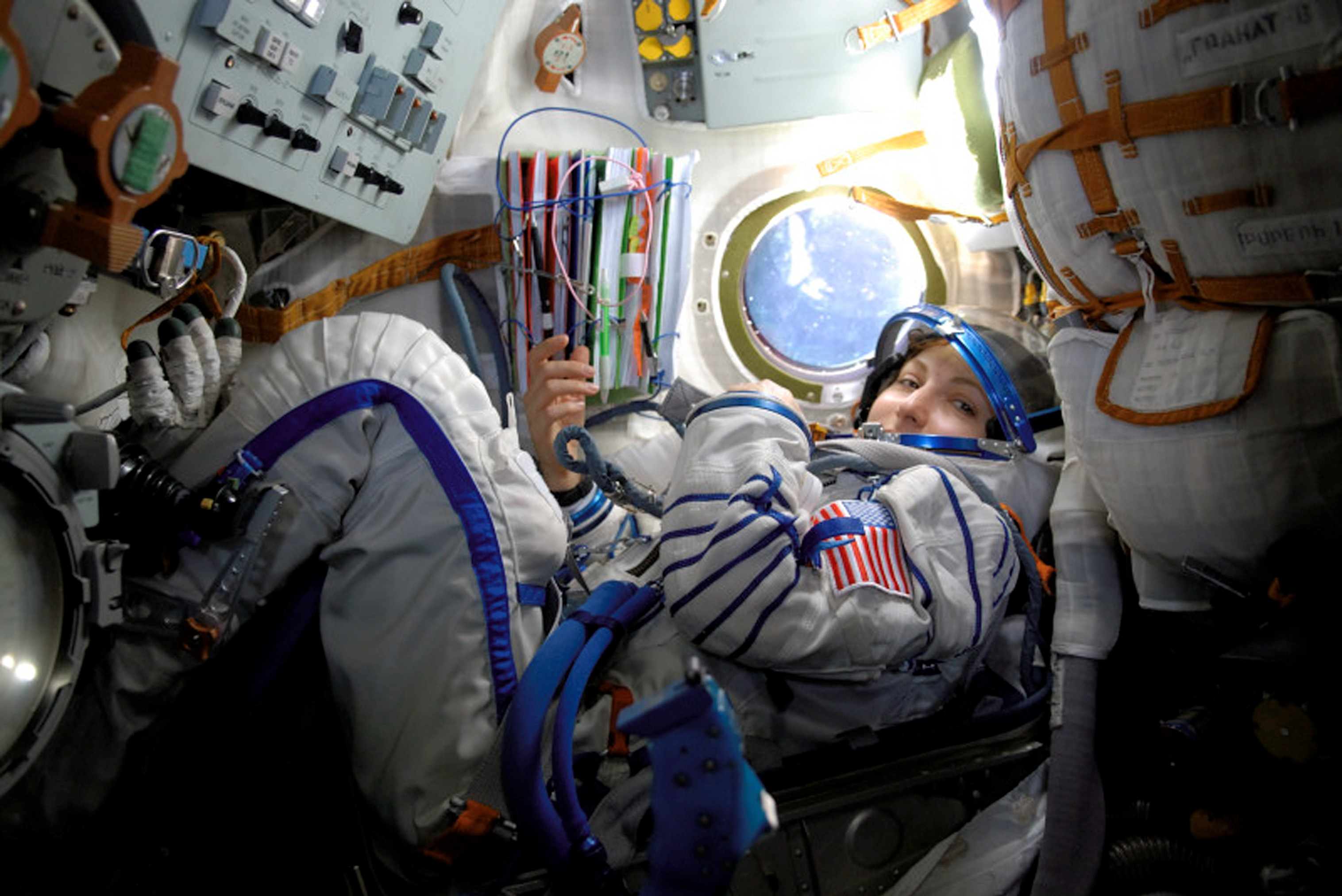
Anúše Ansáríová na palubě Sojuzu TMA-9, 18. – 20. září 2006

Michail Ťurin a Michael López-Alegría z Expedice 14 společně s Ansáríovou odstartovali 18.  září 2006 ve 4:09 UTC z kosmodromu Bajkonur v lodi Sojuz TMA-9; po dvou dnech samostatného letu se 20. září v 5:21 UTC spojili se stanicí.
Po spojení se kosmonauti uvítali se stálou posádkou ISS, vyložili náklad pro stanici a zahájili plánovanou činnost. Ansáríová se věnovala dvěma experimentům pro ESA – studiu atrofie vnitřních svalů lidského těla ve stavu beztíže v experimentu Muscule a studium mikroorganismů na palubě stanice a jejich přizpůsobení podmínkám kosmického letu v pokusu Sample. Dále se zúčastnila tří telemostů CUP-M – ISS – CUP-M v reálném čase; provedla spojení s radioamatéry; pořídila fotografie a videozáznamy dění na palubě a přivezla na palubu upomínkové předměty.
Po týdenním pobytu na ISS se 28. září 2006 ve 21:53 UTC Ansáríová a vracející se posádka Expedice 13 v Sojuzu TMA-8 odpoutali od stanice a druhý den v 1:14 UTC přistáli v severním Kazachstánu, nedaleko od Arkalyku.